# جوناثان ديفيز (منافس ألعاب قوى)
جوناثان ديفيز (بالإنجليزية: Jonathan Davies)‏ هو منافس ألعاب قوى بريطاني، ولد في 28 أكتوبر 1994 في ريدنغ في المملكة المتحدة.

## وصلات خارجية
- جوناثان ديفيز على موقع الاتحاد الدولي لألعاب القوى (الإنجليزية)